# رشا عباس
رشا عبّاس هي كاتبة وصحفية سورية اشتهرت بكتابتها «كيف تم اختراع اللغة الألمانية» مجموعة من القصص القصيرة باللغة العربية.

## السيرة
وُلِدَت رشا عبّاس في عام 1984 في اللاذقية، سوريا، ونشأت في دمشق، ثم التحقت  بجامعة دمشق في عام 2002 حيث  درست الصحافة. وبينما كانت تعمل كمُحَرِّرة  في التلفزيون الحكومي السوري قامت بنشر مجموعة من القصص القصيرة «آدم يكره التليفزيون» التي فازت بجائزة الكتاب الشباب في (عاصمة الثقافة العربية – 2008) بدمشق.
وعندما بدأت الثورة السورية انضمَّت رشا إلى الحركة الاحتجاجية المناهضة للحكومة. وبعد عام اضطرت إلى الانتقال إلى لبنان. وفي عام 2014 حصلت على زمالة (جان جاك روسو-) لمدة ثلاثة أشهر في أكاديمية (شكلوس سوليتيود في شتوتغارت) وعندما انتهت مدة التأشيرة بعد ثلاثة أشهر ذهبت رشا إلى برلين لطلب اللجوء.
وفي أثناء ذلك نشرت كتابها الثاني للقصص القصيرة «كيف تم اختراع اللغة الألمانية»؛ وهي عبارة عن مجموعة  قصص عن تعلم اللغة الألمانية  مستوحاة من خبرتها بعد الاستقرار في ألمانيا كلاجئة. وقد ظهرت الترجمة الألمانية قبل الأصل العربي (الذي نشره الباب اللبناني لمؤسسة هاينريش بول)، وقد قامت بإعادة صياغتها لتلائم اللغة العربية.
وفي عام 2017 شاركت رشا عبّاس في مهرجان «شباك:(نافذة) على الثقافة العربية المعاصرة» في المكتبة البريطانية، لندن. وقدمت  عرضًا باسم «الكؤوس السبعة» قائمًا على بحثها عن التداعيات الثقافية والسياسية للاتحاد قصير الأجل بين سوريا ومصر كجمهورية العربية المتحدة.
وقبل طلب لجوء رشا في ألمانيا بعد إقامتها في شتوتغارت. وهي تعيش الآن  في شوينبيرج، برلين.

## مؤلفاتها

### المقالات والقصص
«الجودو» رشا عبّاس (30 أكتوبر 2017)، ترجمة روبن موجر. آفاق غريبة.
«إلى أي مدى يمكن أن نصبح سياسيين أثناء الكتابة؟» رشا عبّاس (20 أكتوبر 2016) القلعة الإلكترونية.
«سجلات عمل بائسة» رشا عبّاس (2 نوفمبر 2015) ترجمة: أليس غوثري. القلعة الإلكتروني.
«السقوط بأدب، أو كيفية استخدام جميع الرصاصات الستة بدلًا من لَعِب الروليت الروسية» رشا عبّاس (أكتوبر 2014)  ترجمة: أليس غوثري. كلمات بلا حدود.
«الفن والثقافة من الجبهة: على أمل أن تتحدث سوريا أكثر!» رشا عبّاس (11 سبتمبر 2014). ترجمة: أليس غوثري. (بين-PEN) الإنجليزية.

### الكتب
«ملخص ما جرى» رشا عبّاس (2017)، ميلان: المتوسط.
«كيف تم اختراع اللغة الألمانية» رشا عبّاس (2016) ترجمة ساندرا هيتزل.
«آدم يكره التليفزيون» رشا عبّاس (2008)